# Ève
Ève är en kommun i departementet Oise i regionen Hauts-de-France i norra Frankrike. Kommunen ligger i kantonen Nanteuil-le-Haudouin som tillhör arrondissementet Senlis. År 2022 hade Ève 415 invånare.

## Befolkningsutveckling
Antalet invånare i kommunen Ève
| Referens: INSEE |